# Eugène Podkletnov
 (juillet 2019).
Si vous disposez d'ouvrages ou d'articles de référence ou si vous connaissez des sites web de qualité traitant du thème abordé ici, merci de compléter l'article en donnant les références utiles à sa vérifiabilité et en les liant à la section « Notes et références ».
Evgueni Evguenievitch Podkletnov (en russe : Евгений Евгеньевич Подклетнов) est un ingénieur russe en céramique connu pour ses affirmations dans les années 1990 concernant la conception et la démonstration de dispositifs de protection contre la gravité composés de disques rotatifs construits à partir de matériaux supraconducteurs en céramique. Il travaille à l'Université technologique de Tampere de 1988 à 1997.